# Wissenschaftliches Volontariat im Museum
Das wissenschaftliche Volontariat im Museum ist in Deutschland ein Ausbildungsverhältnis zur Vermittlung weiterführender Kenntnisse und Fertigkeiten in allen relevanten Tätigkeitsfeldern eines Museumsbetriebs. Ziel ist es, die an der Hochschule erworbenen Kenntnisse in der Praxis anzuwenden und zugleich Kenntnisse für die Tätigkeit an einem Museum zu erwerben. Neben dem Sammeln, Bewahren, Forschen, Ausstellen und Vermitteln gehören dazu das Museumsmanagement und die Verwaltung. Es handelt sich um eine Ausbildung im Sinne eines „anderen Vertragsverhältnisses“ nach dem Berufsbildungsgesetz.

## Voraussetzungen
Voraussetzung für ein wissenschaftliches Volontariat im Museum ist ein wissenschaftlicher Hochschulabschluss (Master/Diplom/Magister). Im Sinne des Öffentlichen Tarifrechts gilt ein Bachelor nicht als wissenschaftlicher Hochschulabschluss. Für die kuratorische Arbeit am Museum wird vom Deutschen Museumsbund eine Promotion empfohlen. In der Praxis haben jedoch lediglich knapp acht Prozent der wissenschaftlichen Volontärinnen und Volontäre an Museen eine Promotion (Stand 2022).
Um ein wissenschaftliches Volontariat anbieten zu können, sollte am Museum mindestens eine fest angestellte Vollzeitkraft mit wissenschaftlicher Ausbildung tätig sein, die für die Qualifizierung während des Volontariats zuständig ist.

## Dauer und Ausbildung
Das wissenschaftliche Volontariat sollte grundsätzlich zwei Jahre dauern.
Einem wissenschaftlichen Volontariat sollte ein individueller Ausbildungsplan (Curriculum) zugrunde liegen, in dem die Inhalte schriftlich festgehalten sind. Aufgrund des Ausbildungscharakters des Volontariats sollte die praktische Tätigkeit möglichst viele Fachbereiche umfassen und die Institution Museum als Ganzes vermitteln. Die verschiedenen Bereiche können auch durch Fortbildungen und Hospitationen vermittelt werden.
In welcher Form und Stärke der Ausbildungscharakter besteht, liegt im Ermessen der Museen und ist nicht gesetzlich geregelt. Der Deutsche Museumsbund stellt in seinem Leitfaden für das wissenschaftliche Volontariat am Museum Richtlinien zum Ablauf und zu den Rahmenbedingungen des Volontariates vor und appelliert an die Museen diese zugunsten einer qualitativen Ausbildung der Volontäre umzusetzen.

## Vergütung
Der Deutsche Museumsbund empfiehlt seit 2007 eine Vergütung von 50 % der Entgeltgruppe 13 der Tarifverträge für den öffentlichen Dienst. Diese Empfehlung beruht auf der Tatsache, dass es sich um wissenschaftlich qualifizierte Kräfte handelt und das Volontariat der spezifischen Ausbildung dient. Eine solche Vergütung erhalten in der Praxis 88 Prozent der Volontärinnen und Volontäre in Deutschland (Stand 2022).

## Rechtliche Rahmenbedingungen
Rechtsgrundlagen des wissenschaftlichen Volontariats sind § 26 in Verbindung mit den §§ 10 bis 23 und 25 des Berufsbildungsgesetzes. Grundlagen sind darüber hinaus die in den Jahren 1995 und 1999 von der Kultusministerkonferenz der Länder beschlossenen „Grundsätze für die Beschäftigung von wissenschaftlichen Kräften als Volontäre an Museen“, die wiederum die Grundlage für den 2009 und 2018 vom Deutschen Museumsbund herausgegebenen „Leitfaden für das wissenschaftliche Volontariat im Museum“ waren.
In der Praxis verlaufen Volontariate häufig nicht gemäß den Empfehlungen und stellen einen Ersatz für reguläre Arbeitsverhältnisse und eventuell fehlende Stellen dar. Gemäß § 26 Berufsbildungsgesetz stehen allerdings der Erwerb beruflicher Fertigkeiten, Kenntnisse und Fähigkeiten im Vordergrund und nicht in erster Linie die Arbeitskraft.

## Situation in anderen Ländern
Das wissenschaftliche Volontariat im Museum gibt es in dieser Form nur in Deutschland. Vereinzelt bieten auch Museen im deutschsprachigen Ausland ein- bis zweijährige Verträge für den Berufseinstieg an, die „Volontariat“, „Praktikum“ oder auch „Assistenz“ etc. genannt werden.
In Frankreich erfolgt die 18-monatige Ausbildung des wissenschaftlichen Personals der öffentlichen Museen, die conservateurs du patrimoine, nach einem fünfjährigen Studium am Institut national du patrimoine in Paris. Zur Auswahl findet jährlich eine zentrale Prüfung (concours) statt.